# Vrcha

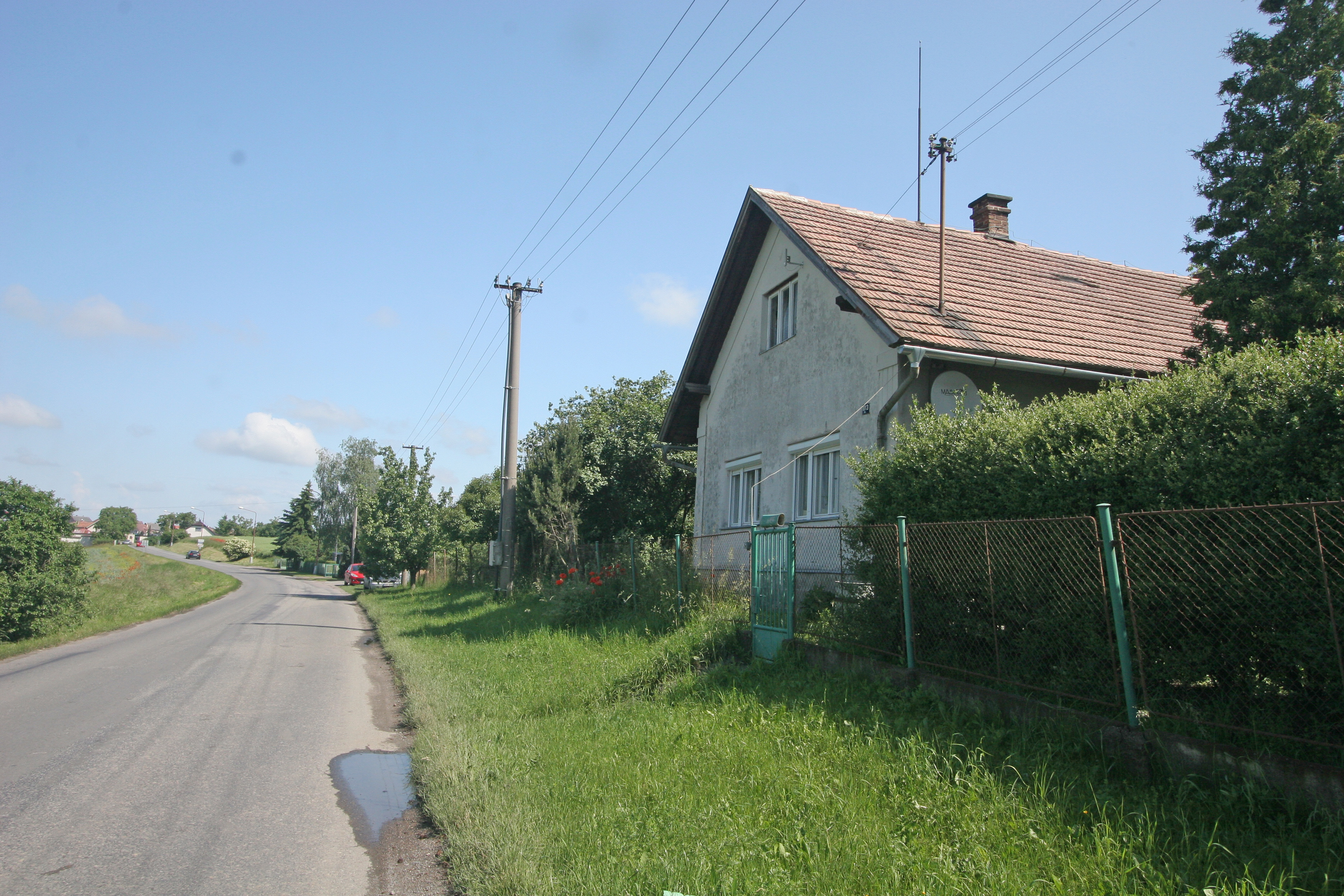
Hauptstraße

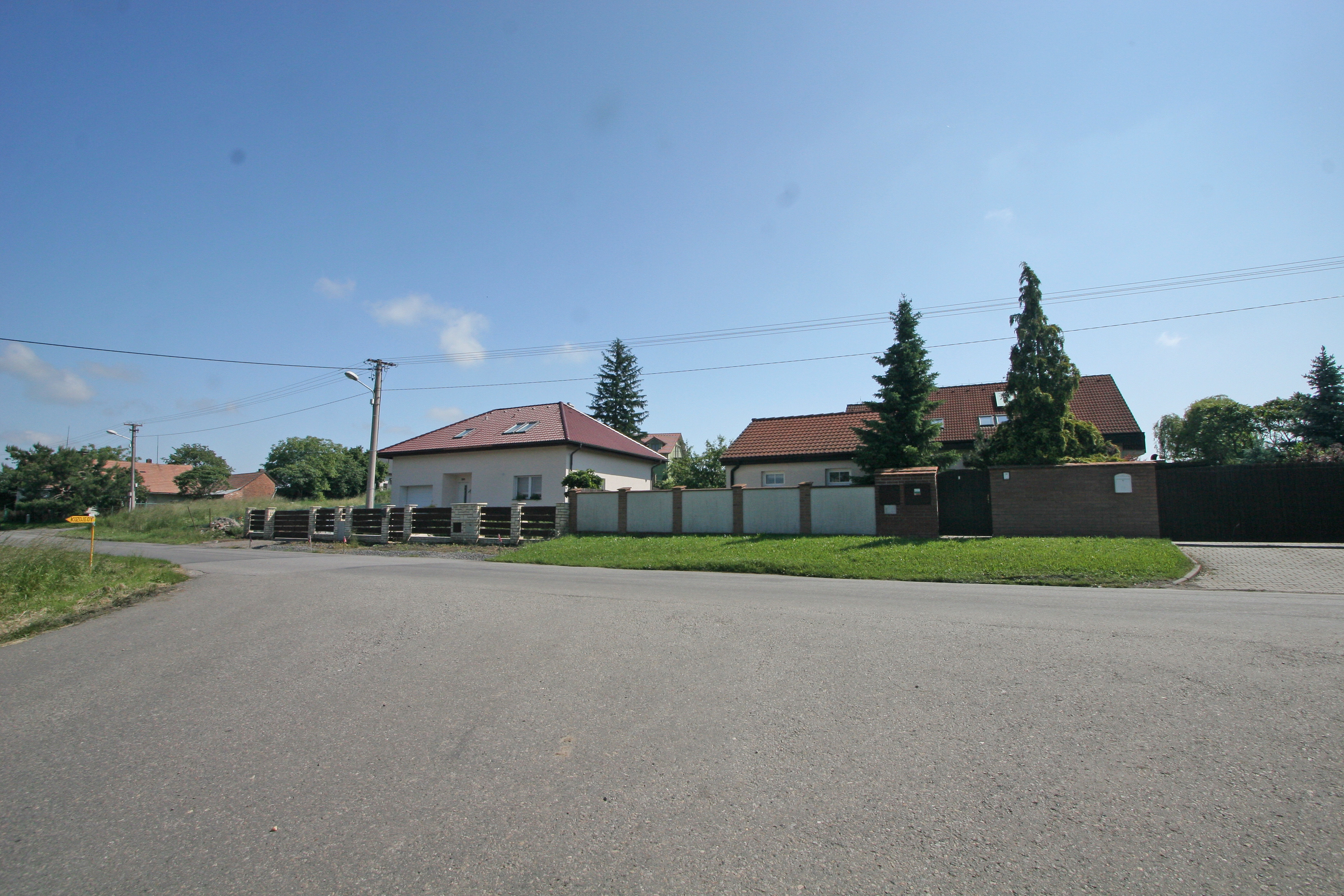
Häuser der neuen Wohnsiedlung

Vrcha ist ein Ortsteil der Gemeinde Sobětuchy in Tschechien. Er liegt zweieinhalb Kilometer südwestlich des Stadtzentrums von Chrudim an dessen Stadtgrenze und gehört zum Okres Chrudim.

## Geographie
Vrcha befindet sich rechtsseitig über dem Tal des Baches Markovický potok bzw. Bělina auf der Heřmanoměstecká tabule (Hermannstädtler Tafel). Östlich erhebt sich die Anhöhe Skřivánky, im Südosten liegt der Flugplatz Chrudim (LKCR).
Nachbarorte sind Markovice und Chrudim IV im Norden, Chrudim III im Osten, Píšťovy, Říště, Slatiňany und Podhůra im Südosten, Kometa und Rabštejnská Lhota im Süden, Sobětuchy und Pouchobrady im Südwesten, Zavadilka, Červenec und V Kozojedech im Westen sowie Kozojedy und Bylany im Nordwesten.

## Geschichte
Auf den Skřivánky hinter der Chrudimer Katharinenvorstadt wurde früher starker Weinbau betrieben. Die Weingärten wurden auf die angrenzenden Fluren von Lány und Sobětuchy ausgeweitet. Zum Ende des 18. Jahrhunderts entstanden entlang des von Markovice über die Ausspanne Zavadilka nach Slatiňany führenden Fahrweges mehrere Weinberghäuschen. Nachdem der Chrudimer Weinbau im ersten Drittel des 19. Jahrhunderts bis auf zwei Weingärten auf dem Baumberg und der Vlčí hora aufgegeben wurde, entstanden in der Mitte des 19. Jahrhunderts anstelle der Weinberghäuschen auf Sobietucher Gemarkung Kleinbauernhöfe. Auf die lockere Hofzeile wurde der Name der auf Pochobrader Flur gelegenen Ausspanne Zavadilka übertragen.
Nach der Aufhebung der Patrimonialherrschaften gehörte die Hofzeile ab 1849 zum Ortsteil Sobětuchy der Gemeinde Stolany im Gerichtsbezirk Chrudim. Ab 1868 gehörte die Hofzeile zum politischen Bezirk Chrudim. Auch nach der Bildung der Gemeinde Sobětuchy im Jahre 1914 erhielt die abseits des eigentlichen Dorfes gelegene Hofzeile keinen Status eines Ortsteils. In der zweiten Hälfte des 20. Jahrhunderts wurde die Zeile durch den Bau neuer Wohnhäuser verdichtet.
Als 1961 die Gemeinden Sobětuchy und Stolany zu einer Gemeinde Sobětuchy-Stolany zusammengeschlossen wurden, wurde die Häuserzeile als neuer Ortsteil Vrcha vom Ortsteil Sobětuchy abgetrennt. Vrcha hatte zu dieser Zeit 148 Einwohner. Seitdem wurde der Ortsteil nach Osten hin durch die Errichtung neuer Wohnsiedlungen erweitert. 1980 bestand Vrcha aus 39 Häusern und hatte 165 Einwohner. Beim Zensus von 2001 lebten in den 60 Häusern von Vrcha 212 Personen. 

## Ortsgliederung
Der Ortsteil Vrcha ist Teil des Katastralbezirkes Sobětuchy.